# Buddy O'Grady
Pour les articles homonymes, voir O'Grady.
Francis David « Buddy » O'Grady était un joueur américain de basket-ball né le 19 janvier 1920 et décédé le 29 février 1992. Il fut également entraîneur.
Entré à l'Université de Georgetown en 1938 pour y étudier les sciences sociales, Buddy O'Grady intègre l'équipe de basket-ball en 1939. Il y joue jusqu'en 1942, date à laquelle il reçoit son baccalauréat en sciences sociales.
Après avoir servi dans les Forces armées américaines durant la Seconde Guerre mondiale, Buddy O'Grady entame en 1946 une carrière professionnelle aux Washington Capitols, une équipe de la toute nouvelle Basketball Association of America. Il change d'équipe dès la saison suivante, passant aux Saint Louis Bombers. Au milieu de la saison 1948-1949, il change à nouveau d'équipe et arrive aux Providence Steamrollers. Il prend sa retraite de joueur à la fin de la saison.
Buddy O'Grady a entraîné les Georgetown Hoyas, son club universitaire, entre 1948 et 1952.